# Gran Vía del Marqués del Turia
La Gran Vía del Marqués del Turia (en valenciano Gran Via Marqués del Túria) es una vía urbana de la ciudad de Valencia, situada entre la avenida de Aragón (a través del Puente de Aragón) y la avenida de Germanías. También acota con la avenida del Reino de Valencia, el paseo de la Ciutadella y la avenida de Jacinto Benavente. Concebida como una parte del anillo del ensanche, esta avenida toma el nombre del Marquesado del Turia, título otorgado en 1909 a Tomás Trénor y Palavicino. Durante la guerra civil (1936-39), fue redenominada con el nombre del anarquista Buenaventura Durruti. Discurre bajo la intersección de esta y las avenidas del Reino de Valencia y la Gran Vía de las Germanías la Línea 10 (Metrovalencia), antiguamente conocida como línea T2. Al comienzo de la Gran Vía desde el norte encontramos la plaza de Cánovas. La avenida divide el barrio del Pla de Remei con el del Ensanche. 